# Judit Stugner
Judit Stugner, po mężu Abaházi (ur. 22 stycznia 1942 w Budapeszcie) – węgierska lekkoatletka, specjalistka rzutu dyskiem, wicemistrzyni uniwersjady i dwukrotna olimpijka.

## Kariera sportowa
Zajęła 10. miejsce w rzucie dyskiem na igrzyskach olimpijskich w 1964 w Tokio. Zdobyła srebrny medal w tej konkurencji na uniwersjadzie w 1965 w Budapeszcie, przegrywając jedynie ze swą koleżanką z reprezentacji Węgier Jolán Kleiber. Zajęła 10. miejsce na mistrzostwach Europy w 1966 w Budapeszcie.
Na igrzyskach olimpijskich w 1968 w Meksyku zajęła 11. miejsce, na mistrzostwach Europy w 1969 w Atenach 8. miejsce, a na mistrzostwach Europy w 1971 w Helsinkach 11. miejsce.
Była mistrzynią Węgier w rzucie dyskiem w 1963 i 1969.
27 września 1968 w Budapeszcie ustanowiła rekord Węgier w rzucie dyskiem wynikiem 58,14 m. Jej rekord życiowy w rzucie dyskiem wynosił 58,42 m, ustanowiony w 1970.